# 地球が壊れる前に
『地球が壊れる前に』（ちきゅうがこわれるまえに、原題：Before the Flood）は、2016年公開の気候変動についてのフィッシャー・スティーヴンス監督によるドキュメンタリー映画。この映画はスティーヴンス、レオナルド・ディカプリオ、ジェニファー・ダヴィッソン・キロラン、ジェームズ・パッカー、ブレット・ラトナー、トレヴァー・デヴィッドスキーらとのコラボレーションにより制作された。 エグゼクティブ・プロデューサーはマーティン・スコセッシ。トロント国際映画祭においてディカプリオが2016年に9月9日明らかにしたとおり、 ナショナルジオグラフィックチャンネルにおいて2016年10月30日にこのドキュメンタリー番組として公開された 。気候変動を記録したナショナルジオグラフィックの取り組みの一環として2016年10月30日にデビューし 、このドキュメンタリー番組が広く視聴されるようにと期間を限定して無料放送された。

## キャスト
- レオナルド・ディカプリオ（日本語吹替：加瀬康之）

レオナルド・ディカプリオと共に、オバマ大統領、 ローマ法王フランシスコ、Sunita Narain、ジョン・ケリー、イーロン・マスク、地球環境学者ヨハン・ロックストローム、宇宙飛行士・生物気候学者ピアーズ・セラーズがドキュメンタリー番組に出演。